# Khu Bromley của Luân Đôn
Khu Bromley của Luân Đôn (tiếng Anh: London Borough of Bromley) là một khu tự quản Luân Đôn nằm ở đông nam Luân Đôn, Anh, và tạo thành một phần của vùng Ngoại Luân Đôn. Đô thị chính của khu tự quản là Bromley.

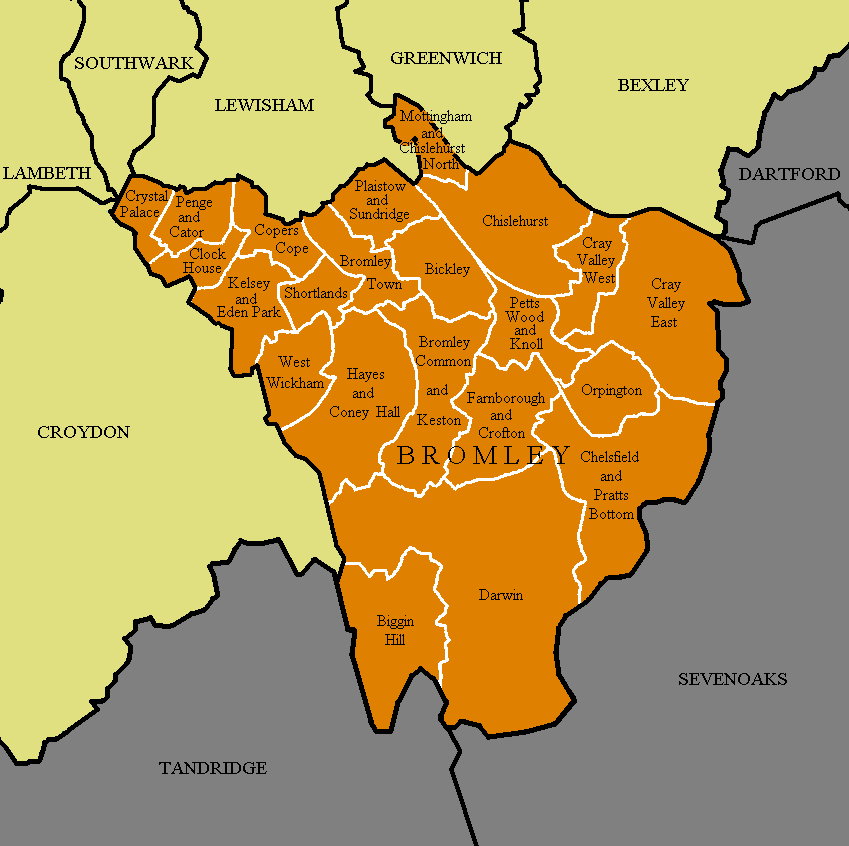
22 quận thuộc Khu Bromley của Luân Đôn (màu cam) và các khu tự quản Luân Đôn (màu vàng) cùng các quận bên ngoài Đại Luân Đôn (màu xám).